# أندرا ديفيس
أندرا ديفيس (بالإنجليزية: Andra Davis)‏ هو لاعب كرة قدم أمريكية أمريكي، ولد في 23 ديسمبر 1978 في لايف أوك في الولايات المتحدة.

## وصلات خارجية
- أندرا ديفيس على موقع مرجع كرة القدم المحترفة.كوم (الإنجليزية)